# Staufenstraße 19 (Mönchengladbach)

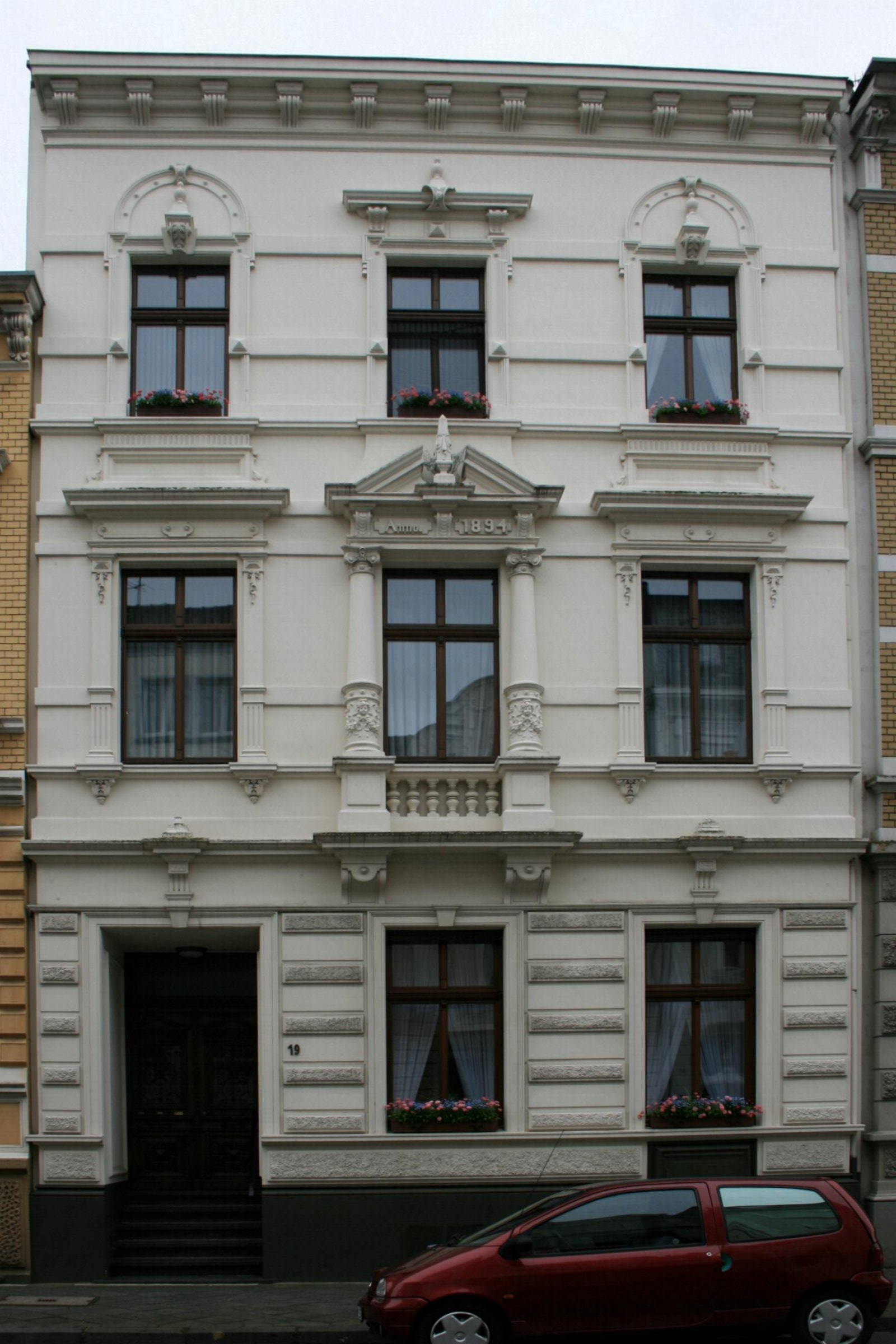
Wohnhaus (2010)

Das Wohnhaus Staufenstraße 19 steht in Mönchengladbach (Nordrhein-Westfalen).
Das Gebäude wurde 1905 erbaut und unter Nr. St 034 am 10. September 1996 in die Denkmalliste der Stadt Mönchengladbach eingetragen.

## Lage
Die Staufenstraße liegt im nördlichen Stadterweiterungsgebiet unmittelbar vor der die heutige Hermann-Piecq-Anlage überspannenden Brücke. Hier liegt das Gebäude auf der südlichen Straßenseite. 

## Architektur
Ein dreigeschossiger Putzbau von drei Achsen mit flach geneigtem Satteldach und rückwärtigem Anbau.
Die Unterschutzstellung erfolgt aus städtebaulichen Gründen und architekturhistorischen Gründen.